# Theodoros Kolokotronis
(Motto diffusosi in seguito all'assedio di Tripolitsa)
Theodoros Kolokotronis, citato dai contemporanei anche come Teodoro Colocotroni (in greco Θεόδωρος Κολοκοτρώνης?; Ramavouni, 3 aprile 1770 – Atene, 15 febbraio 1843), è stato un militare, condottiero e patriota greco.

## Biografia

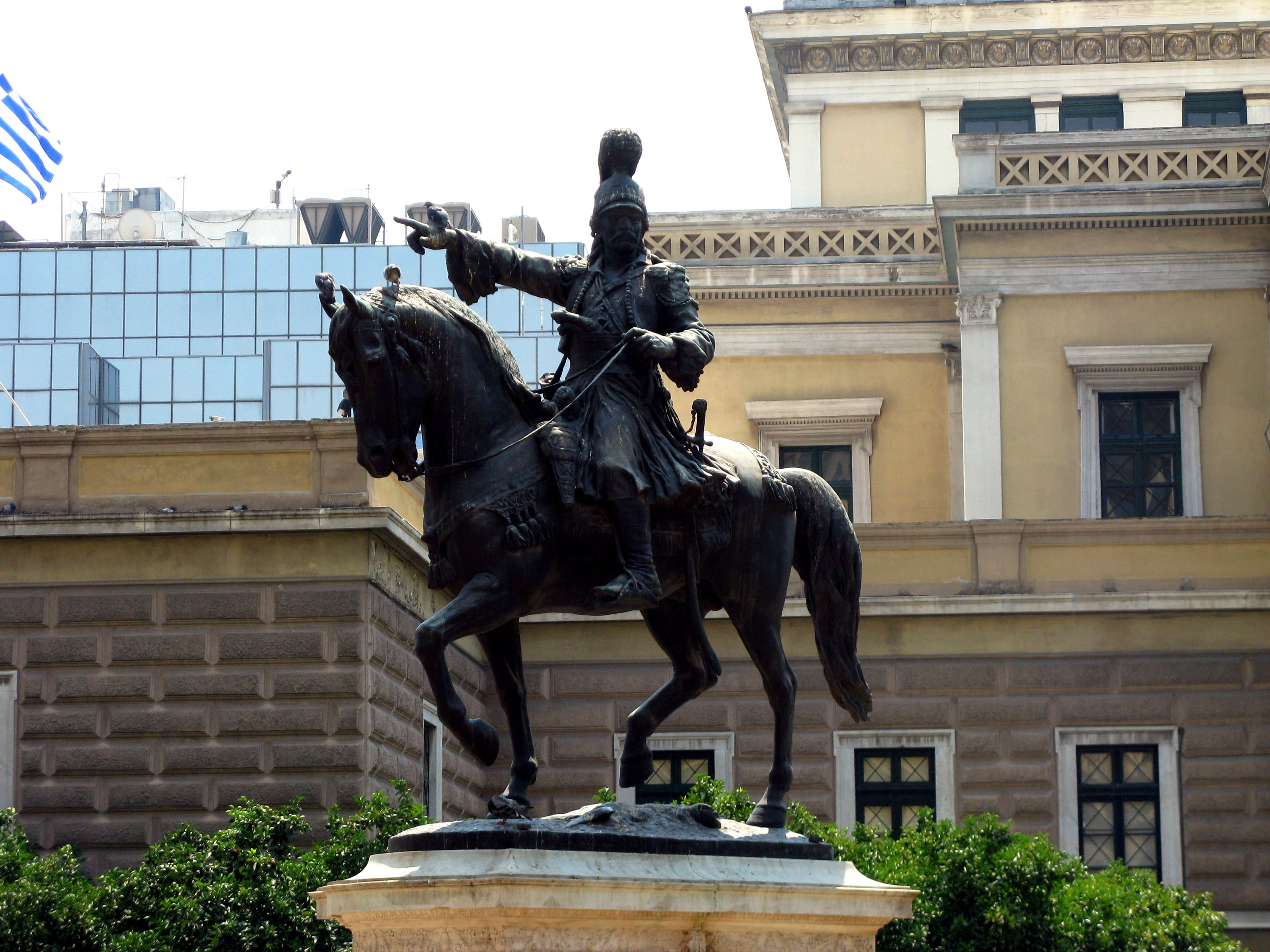
Monumento a Kolokotronis, Atene

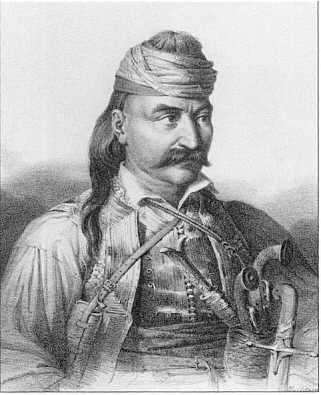
Litografia di Theodoros Kolokotronis (Karl Krazeisen), utilizzata per la banconota da 5000 dracme

Figlio di Konstantinos Kolokotronis, patriota greco caduto nell'assedio di Kastania, Theodoros discendeva da una famiglia di armatori e clefti del Peloponneso. Divenuto capitano di vascello a soli 17 anni, allo scoppio della guerra d'indipendenza greca (1821-1830) contro l'Impero ottomano, comandante stimatissimo, riuscì a conquistare Calamata, vinse i turchi a Valtetsi e, il 23 settembre 1821, espugnò la piazzaforte di Tripoli (all'epoca chiamata Tripolitsa).
Nominato, per questi successi, generale dal governo provvisorio greco, Kolokotronis riportò il suo più grande successo nel luglio 1822, sconfiggendo l'esercito ottomano, guidato da Mahmud Dramali Pascià, a Dervenakia, fermando così l'avanzata nemica nel Peloponneso. Nel 1825, dopo un breve periodo di prigionia a causa dello scoppio di una guerra civile interna, fu promosso comandante in capo delle forze greche del Peloponneso, di fronte all'entrata in guerra dell'Egitto a fianco del sultano di Costantinopoli.
Non potendo però disporre di forze armate sufficienti, Kolokotronis evitò le battaglie in campo aperto e si diede alla guerriglia, cosa che tuttavia danneggiò enormemente l'invasore turco. Nel 1832, dopo il trattato di Adrianopoli che concedeva l'indipendenza alla Grecia e l'assassinio del capo del governo provvisorio, Giovanni Capodistria, il patriota greco entrò in conflitto con il successore di questi, Ioannis Kolettis, fatto che condusse ad un'altra guerra civile, terminata solo con l'arrivo del nuovo re di Grecia, designato dalle potenze europee, Ottone I, giunto a Nauplia nel gennaio 1833. Ritiratosi dalla politica, Kolokotronis si sistemò ad Atene a vita privata, morendo il 15 febbraio 1843, pochi mesi prima della concessione della Costituzione da parte del re greco.
Fu iniziato in Massoneria nel 1818 nella loggia "Fenice risorta" di Zante.

## Nella cultura di massa
- Theodoros Kolokotronis era raffigurato sulla banconota da 5000 dracme in circolazione dal 1984 al 2002.[9]
- Al generale greco è dedicato lo stadio Theodōros Kolokotrōnīs situato a Tripoli, inaugurato nel 1979.